# Martyn Rooney
Pour les articles homonymes, voir Martyn et Rooney.
Martyn Joseph Rooney (né le 3 avril 1987 à Thornton Heath, Londres) est un athlète britannique spécialiste du 400 mètres. Son club est le Croydon Harriers AC.

## Biographie
Martyn Rooney naît et grandit dans le quartier londonien de Thornton Heath. Découvrant l'athlétisme au lycée, il dispute rapidement des courses de demi-fond et de cross-country, puis se concentre sur la distance du 400 m après avoir été repéré pour ses talents de finisseur. Il fait ses débuts sur la scène internationale durant la saison 2005 en se classant deuxième du 400 m et premier du relais 4 × 400 m des Championnats d'Europe junior de Kaunas. Sélectionné dans l'équipe du relais 4 × 400 m des Championnats du monde d'Helsinki à seulement dix-huit ans, il permet au Royaume-Uni de se classer quatrième de la finale. En 2006, il concourt sous les couleurs de l'Angleterre lors des Jeux du Commonwealth de Melbourne. Il prend la cinquième place du 400 m et établit en 45 s 51 un nouveau record national junior, améliorant ainsi la performance de Roger Black datant de près de vingt ans. Il remporte ensuite deux médailles de bronze (400 m et 4 × 400 m) lors des Championnats du monde junior de Pékin.
En 2008, Martyn Rooney descend pour la première fois de sa carrière sous la barrière des 45 secondes sur 400 m, à l'occasion du meeting de Londres. Aux Jeux olympiques de Pékin, il se classe sixième du 400 m après avoir établi en demi-finale la meilleure performance de sa carrière en 44 s 60. En fin de compétition, il échoue au pied du podium du relais 4 × 400 m. Non qualifié pour la finale du 400 m des Championnats du monde de Berlin, en août 2009, il remporte, aux côtés de Conrad Williams, Michael Bingham et Robert Tobin, la médaille d'argent du relais 4 × 400 en 3 min 03 s 53, terminant derrière l'équipe des États-Unis.
Martyn Rooney commence sa saison 2010 en plein air en remportant le 400 m des Championnats d'Europe par équipes de Bergen en 45 s 67 devant le Français Leslie Djhone. En juillet, le Britannique monte sur la troisième marche du podium des Championnats d'Europe de Barcelone. Il s'incline face au Belge Kévin Borlée et à son compatriote Michael Bingham. Il remporte par ailleurs la médaille d'argent du relais 4 × 400 m en compagnie de ses coéquipiers britanniques.
En 2014, il remporte son premier succès international individuel majeur en s'imposant en finale du 400 m des Championnats d'Europe de Zurich, en Suisse. Il devance son compatriote Matthew Hudson-Smith et l'Israélien Donald Sanford, et réalise à cette occasion la meilleure performance européenne de l'année en 44 s 71. En fin de compétition, il s'adjuge le titre continental du 4 × 400 m en compagnie de Conrad Williams, Michael Bingham et Matthew Hudson-Smith.
Lors des Championnats d'Europe d'athlétisme 2016, il porte en demi-finale son meilleur temps annuel à 45 s 04 pour battre Matteo Galvan, puis reconquiert le titre européen dont il était le champion sortant. En revanche il ne participe pas au relais britannique.

## Dopage
À la suite du scandale de dopage concernant la Russie, 454 échantillons des Jeux olympiques de Pékin en 2008 ont été retestés en 2016 et 31 se sont avérés positifs dont Denis Alekseyev, médaillé de bronze du relais 4 x 400 m. Par conséquent, Rooney et ses coéquipiers pourraient se voir attribuer la médaille de bronze de ces Jeux si l'échantillon B (qui sera analysé en juin) se révèle également positif.

## Palmarès
| Date | Compétition                       | Lieu             | Résultat | Discipline    | Performance   |
| ---- | --------------------------------- | ---------------- | -------- | ------------- | ------------- |
| 2005 | Championnats d'Europe juniors     | Kaunas           | 2e       | 400 m         | 46 s 56       |
| 2005 | Championnats d'Europe juniors     | Kaunas           | 1er      | 4 × 400 m     | 3 min 06 s 67 |
| 2005 | Championnats du monde             | Helsinki         | 4e       | 4 × 400 m     | 2 min 58 s 82 |
| 2006 | Jeux du Commonwealth              | Melbourne        | 5e       | 400 m         | 45 s 51       |
| 2006 | Championnats du monde juniors     | Pékin            | 3e       | 4 × 400 m     | 3 min 05 s 49 |
| 2006 | Championnats du monde juniors     | Pékin            | 3e       | 400 m         | 45 s 87       |
| 2007 | Finale mondiale                   | Stuttgart        | 6e       | 400 m         | 46 s 25       |
| 2008 | Coupe d'Europe                    | Annecy           | 1re      | 400 m         | 45 s 33       |
| 2008 | Jeux olympiques                   | Pékin            | 6e       | 400 m         | 45 s 12       |
| 2008 | Jeux olympiques                   | Pékin            | 4e       | 4 × 400 m     | 2 min 58 s 81 |
| 2008 | Finale mondiale                   | Stuttgart        | 5e       | 400 m         | 45 s 82       |
| 2009 | Championnats du monde             | Berlin           | 2e       | 4 × 400 m     | 3 min 00 s 53 |
| 2010 | Championnats d'Europe par équipes | Bergen           | 1er      | 400 m         | 45 s 67       |
| 2010 | Championnats d'Europe             | Barcelone        | 3e       | 400 m         | 45 s 23       |
| 2010 | Championnats d'Europe             | Barcelone        | 2e       | 4 × 400 m     | 3 min 2 s 25  |
| 2010 | Coupe continentale                | Split            | 2e       | 4 × 400 m     | 2 min 59 s 84 |
| 2012 | Jeux olympiques                   | Londres          | 4e       | 4 × 400 m     | 2 min 59 s 53 |
| 2013 | Championnats du monde             | Moscou           | 3e       | 4 × 400 m     | 3 min 0 s 88  |
| 2014 | Relais mondiaux de l'IAAF         | Nassau           | 4e       | 4 × 400 m     | 3 min 00 s 32 |
| 2014 | Championnats d'Europe             | Zurich           | 1er      | 400 m         | 44 s 71       |
| 2014 | Championnats d'Europe             | Zurich           | 1er      | 4 × 400 m     | 2 min 58 s 79 |
| 2014 | Coupe continentale                | Marrakech        | 7e       | 400 m         | 45 s 93       |
| 2014 | Coupe continentale                | Marrakech        | 2e       | 4 × 400 m     | 3 min 00 s 10 |
| 2015 | Championnats du monde             | Pékin            | 3e       | 4 × 400 m     | 2 min 59 s 62 |
| 2016 | Championnats d'Europe             | Amsterdam        | 1er      | 400 m         | 45 s 29       |
| 2016 | Ligue de diamant                  | Ligue de diamant | 6e       | 400 m         | détails       |
| 2017 | Championnats du monde             | Londres          | 3e       | 4 x 400 m     | 2 min 59 s 00 |
| 2018 | Championnats d'Europe             | Berlin           | 2e       | 4 x 400 m     | 3 min 00 s 36 |
| 2019 | Relais mondiaux de l'IAAF         | Yokohama         | 5e       | 4 x 400 m     | 3 min 04 s 96 |
| 2019 | Championnats du monde             | Doha             | 4e       | 4 x 400 mixte | 3 min 12 s 27 |

## Records personnels
| Épreuve | Performance | Lieu  | Date         |
| ------- | ----------- | ----- | ------------ |
| 400 m   | 44 s 45     | Pékin | 23 août 2015 |